# Philip Sprint
Philip Sprint (Berlin, 1993. június 27. –) német labdarúgókapus, 2011 óta a Hertha BSC keretének tagja.
Sprint 2012. augusztus 12-én mutatkozott be profi szinten, az FSV Frankfurt elleni másodosztályú bajnoki 50. percében állt be Marvin Knoll helyére, miután a kezdőkapus Sascha Burchertet kiállították.